# 福澤全集
『福澤全集』（ふくざわぜんしゅう）は福澤諭吉の作品の全集。4種類の『福澤全集』が発行されている。
1. 明治版『福澤全集』全5巻
2. 大正版『福澤全集』全10巻
3. 昭和版『続福澤全集』全7巻
4. 現行版『福澤諭吉全集』（初版は全21巻、再版は全22巻）

また、福澤諭吉の主な選集としては以下の3種類が発行されている。
1. 旧版『福澤諭吉選集』全8巻
2. 新版『福沢諭吉選集』全14巻
3. 現行版『福澤諭吉著作集』全12巻

## 全集

### 明治版『福澤全集』
1898年（明治31年）に発行されたもの。福澤諭吉自身によって編纂された。全5巻。時事新報社刊。第1巻の最初に主要な作品を解説した『福澤全集緒言』を収録し、それ以後は年代順に作品を配列している。なお、『日本婦人論』は『時事新報』に掲載された後、単行本化されなかったが、明治版全集の第5巻に収録された。全集発行前後に発表された作品（『福翁百話』、『福翁自伝』、『修業立志編』など）は含まれていない。国立国会図書館デジタルコレクションで閲覧できる。
 第1巻、1898年（明治31年）1月1日。
福澤全集緒言、華英通語、西洋事情、雷銃操法、西洋旅案内
 第2巻、1898年（明治31年）2月5日。
条約十一国記、西洋衣食住、窮理図解、洋兵明鑑、掌中万国一覧、清英交際始末、英国議事院談、世界国尽、啓蒙手習之文、学問のすゝめ、童蒙教草、かたわ娘、改暦弁
 第3巻、1898年（明治31年）3月5日。
帳合之法、第一文字之教、第二文字之教、文字之教附録、会議弁、文明論之概略、学者安心論、分権論
 第4巻、1898年（明治31年）4月8日。
民間経済録、福澤文集、通貨論、通俗民権論、通俗国権論、民情一新、時事小言、時事大勢論
 第5巻、1898年（明治31年）5月13日。
帝室論、徳育如何、兵論、学問の独立、全国徴兵論、通俗外交論、日本婦人論、日本婦人論後編、品行論、士人処世論、男女交際論、日本男子論、尊王論、国会の前途、国会難局の由来、治安小言、地租論、実業論

### 大正版『福澤全集』
1925年（大正14年）から1926年（大正15年）に発行されたもの。石河幹明によって編纂された。全10巻。国民図書刊。第1巻から第6巻の途中までを明治版と同じ構成で収録、さらに明治版に収録されなかった作品（主に『実業論』より後に発行された作品）を収録した。さらに、第8巻から第10巻に『時事新報』掲載の社説や漫言などを「時事論集」として収録した。なお、『旧藩情』は『時事新報』に掲載された後、単行本化されなかったが、大正版全集の第6巻に収録された。また、『国会論』は1879年（明治12年）に『郵便報知新聞』紙上に藤田茂吉・箕浦勝人の名義で掲載されて単行本化されたもので、明治版全集の発行時には福澤が執筆したものとは公表されていなかったため、明治版全集には収録されず、大正版全集の第8巻に「時事論集」の一つとして初めて収録された。国立国会図書館デジタルコレクションで閲覧できる。
 第1巻、1926年（大正15年）9月30日。
福澤全集緒言、華英通語、西洋事情
 第2巻、1926年（大正15年）5月31日。
雷銃操法、西洋旅案内、条約十一国記、西洋衣食住、訓蒙窮理図解、洋兵明鑑、掌中万国一覧、清英交際始末、英国議事院談、世界国尽、啓蒙手習之文
 第3巻、1926年（大正15年）4月28日。
学問のすゝめ、童蒙教草、寓言かたわ娘、改暦弁、帳合之法、文字之教、文字之教附録手紙之文、会議弁
 第4巻、1925年（大正14年）12月24日。
文明論之概略、学者安心論、分権論、民間経済録、福澤文集
 第5巻、1926年（大正15年）4月1日。
通貨論、通俗民権論、通俗国権論、民情一新、時事小言、時事大勢論、帝室論、徳育如何、兵論、学問之独立、全国徴兵論、通俗外交論
 第6巻、1926年（大正15年）1月28日。
日本婦人論、日本婦人論後編、品行論、士人処世論、男女交際論、日本男子論、尊王論、国会の前途、国会難局の由来、治安小言、地租論、実業論、明治十年丁丑公論、瘠我慢の説、女大学評論、新女大学、福澤先生浮世談、旧藩情
 第7巻、1926年（大正15年）2月20日。
福翁百話、福翁百余話、福翁自伝
 第8巻、1926年（大正15年）6月30日。
時事論集 第1巻：政治篇、外交篇、軍事篇
 第9巻、1926年（大正15年）7月31日。
時事論集 第2巻：経済篇、教育篇、道徳篇、品行篇、宗教篇、教訓篇
 第10巻、1926年（大正15年）8月31日。
時事論集 第3巻：学術篇、処世篇、社会篇、雑説篇、漫言

### 昭和版『続福澤全集』
1933年（昭和8年）から1934年（昭和9年）に発行されたもの。石河幹明によって編纂された。全7巻。岩波書店刊。大正版から洩れていた「時事論集」と書翰集、諸文集からなる。そのため、大正版と重複する作品は収録されていない。国立国会図書館デジタルコレクションで閲覧できる。
 第1巻、1933年（昭和8年）5月20日。
時事論集 第1巻：明治15年篇、明治16年篇、明治17年篇
 第2巻、1933年（昭和8年）7月20日。
時事論集 第2巻：明治18年篇、明治19年篇、明治20年篇、明治21年篇、明治22年篇
 第3巻、1933年（昭和8年）8月30日。
時事論集 第3巻：明治23年篇、明治24年篇、明治25年篇、明治26年篇
 第4巻、1933年（昭和8年）12月30日。
時事論集 第4巻：明治27年篇、明治28年篇、明治29年篇
 第5巻、1934年（昭和9年）4月30日。
時事論集 第5巻：明治30年篇、明治31年篇、先生病後篇、附記
 第6巻、1933年（昭和8年）10月30日。
書翰集
 第7巻、1934年（昭和9年）7月5日。
諸文集
編者の石河は第5巻737頁の附記に次のように記している。
1. 石河幹明は1885年（明治18年）に時事新報社に入社した。
2. 1887年（明治20年）頃から社説の執筆を執筆するようになった。
3. 1891年（明治24年）-1892年（明治25年）頃から主として石河が社説を執筆した。
4. 福澤の晩年には石河が殆んど全ての社説を執筆するようになった。
5. 先生病後篇に収録した1898年（明治31年）9月に福澤が脳卒中で倒れた後の社説78篇は全て石河が執筆した。

さらに附記の後に、福澤没後約10年後に石河が執筆した大逆事件関係の社説10篇を収録している。

### 現行版『福澤諭吉全集』
初版は1958年（昭和33年）から1964年（昭和39年）に、富田正文と土橋俊一によって編纂され、岩波書店で全21巻が発行された。
再版は1969年（昭和44年）から1971年（昭和46年）にかけ、初版以降に発見された文章をまとめた別巻1冊が加わり、全22巻が発行。大正版と昭和版を合わせ、さらに洩れていた作品（第2巻収録の『兵士懐中便覧』、第3巻収録の『日本地図草紙』など）が集成された。なお『国会論』は、大正版全集では「時事論集」の一部として収録されたが、現行版全集では第5巻に独立した形で収録された。その結果、現行版全集の第8巻から第16巻を占める「時事論集」収録の論説は全て『時事新報』に掲載されたもののみになったため、「時事論集」は「時事新報論集」に改名された。
 第1巻、1958年（昭和33年）12月1日初版、1969年（昭和44年）10月13日再版。
福澤全集緒言、増訂華英通語、西洋事情（初編）（外編）（二編）
 第2巻、1959年（昭和34年）2月1日初版、1969年（昭和44年）11月13日再版。
雷銃操法、西洋旅案内、条約十一国記、西洋衣食住、兵士懐中便覧、訓蒙窮理図解、洋兵明鑑、掌中万国一覧、英国議事院談、清英交際始末、世界国尽
 第3巻、1959年（昭和34年）4月1日初版、1969年（昭和44年）12月13日再版。
啓蒙手習之文、学問のすゝめ、童蒙教草、かたわ娘、改暦弁、帳合之法、日本地図草紙、文字之教、会議弁
 第4巻、1959年（昭和34年）6月1日初版、1970年（昭和45年）1月13日再版。
文明論之概略、学者安心論、分権論、民間経済録、福澤文集、通貨論、通俗民権論、通俗国権論
 第5巻、1959年（昭和34年）8月1日初版、1970年（昭和45年）2月13日再版。
民情一新、国会論、時事小言、時事大勢論、帝室論、兵論、徳育如何、学問之独立、全国徴兵論、通俗外交論、日本婦人論、日本婦人論後編、士人処世論、品行論、男女交際論、日本男子論
 第6巻、1959年（昭和34年）10月1日初版、1970年（昭和45年）3月13日再版。
尊王論、国会の前途、国会難局の由来、治安小言、地祖論、実業論、福翁百話、福翁百余話、福澤先生浮世談、女大学評論、新女大学、明治十年丁丑公論、瘠我慢の説
 第7巻、1959年（昭和34年）12月1日初版、1970年（昭和45年）4月13日再版。
福翁自伝、旧藩情、ペル築城書、外国諸書翻訳草稿、海岸防禦論、幕末英学新聞訳稿、窮理全書訳稿、覚書
 第8巻、1960年（昭和35年）2月1日初版、1970年（昭和45年）5月13日再版。
時事新報論集 第1（1882年（明治15年）3月-1883年（明治16年）5月）
 第9巻、1960年（昭和35年）4月1日初版、1970年（昭和45年）6月13日再版。
時事新報論集 第2（1883年（明治16年）6月-12月）
 第10巻、1960年（昭和35年）6月1日初版、1970年（昭和45年）7月13日再版。
時事新報論集 第3（1884年（明治17年）8月-1886年（明治19年）3月）
 第11巻、1960年（昭和35年）8月1日初版、1970年（昭和45年）8月13日再版。
時事新報論集 第4（1886年（明治19年）4月-1888年（明治21年）12月）
 第12巻、1960年（昭和35年）10月1日初版、1970年（昭和45年）9月14日再版。
時事新報論集 第5（1889年（明治22年）1月-1891年（明治24年）2月）
 第13巻、1960年（昭和35年）12月1日初版、1970年（昭和45年）10月13日再版。
時事新報論集 第6（1891年（明治24年）3月-1893年（明治26年）2月）
 第14巻、1961年（昭和36年）2月1日初版、1970年（昭和45年）11月13日再版。
時事新報論集 第7（1893年（明治26年）3月-1894年（明治27年）12月）
 第15巻、1961年（昭和36年）4月1日初版、1970年（昭和45年）12月14日再版。
時事新報論集 第8（1895年（明治28年）1月-1897年（明治30年）5月）
 第16巻、1961年（昭和36年）6月1日初版、1971年（昭和46年）1月13日再版。
時事新報論集 第9（1897年（明治30年）6月-1901年（明治34年）11月）
 第17巻、1961年（昭和36年）11月30日初版、1971年（昭和46年）2月13日再版。
書翰集 第1（安政6年（1859年）-1885年（明治18年））
 第18巻、1962年（昭和37年）5月10日初版、1971年（昭和46年）3月13日再版。
書翰集 第2（1886年（明治19年）-1900年（明治33年）、年月未詳、補遺）
 第19巻、1962年（昭和37年）11月5日初版、1971年（昭和46年）4月13日再版。
諸文集 第1 内外旅行記録、著訳書関係文書並びに遺稿類、備忘録、慶應義塾関係文書、偽版取締関係文書、長沼事件に関する願書案文、民間雑誌、明六雑誌、家庭叢談、再刊「民間雑誌」、交詢雑誌、演説、序文跋文、碑文弔詞、広告文
 第20巻、1963年（昭和38年）6月5日初版、1971年（昭和46年）5月13日再版。
諸文集 第2 雑纂、詩・歌・語、幕末外交文書訳稿
 第21巻、1964年（昭和39年）2月20日初版、1971年（昭和46年）6月30日再版。
福澤家金銭関係諸記録、時事新報金銭関係諸記録、参考資料、補遺、書翰集補遺、福澤諭吉年譜、総索引
 別巻、1971年（昭和46年）12月24日初版。
時事新報論集拾遺、書翰集拾遺、諸文集拾遺、福澤家金銭関係記録拾遺、参考資料、福澤諭吉年譜（追加）、総索引拾遺
第16巻には、福澤諭吉が1901年（明治34年）2月3日に亡くなってから後に掲載された社説が6篇収録されている。これらは『時事新報』主筆の石河幹明が執筆したものである。

## 選集

### 旧版『福澤諭吉選集』
1951年（昭和26年）-1952年（昭和27年）に発行されたもの。福澤諭吉著作編纂会によって編纂された。全8巻、岩波書店刊。旧字旧仮名。テキストは明治版『福澤全集』に作品が収録されている場合は明治版『福澤全集』収録の作品を底本として使用し、それ以外の場合は各作品の初版本および初出掲載紙、自筆草稿等を底本とした。
 第1卷、1951年（昭和26年）5月1日。
福澤全集緒言、學問のすゝめ、覺書、學者安心論、學問之獨立、時事論集（政事と教育と分離す可し、文部省直轄の學校をして獨立せしめんことを祈る、國民の敎育、敎育の經濟、人生の樂事）、解題（小泉信三）、後記（富田正文）
 第2卷、1951年（昭和26年）9月1日。
文明論之概略、民情一新、解題（津田左右吉）、後記（富田正文）
 第3卷、1951年（昭和26年）7月1日。
民間經濟録、通貨論、地租論、實業論、時事論集（商法講習所設立趣意書、外國人の内地雜居許す可らざるの論、通貨論、士族の授産は養蠶製糸を第一とす、貧富論、銀貨下落、日本銀行論、幣制改革）、解題（野村兼太郎）、後記（富田正文）
 第4卷、1952年（昭和27年）7月1日。
舊藩情、通俗民權論、通俗國權論、國會論、時事小言、時事論集（東洋の政略果して如何せん、條約改正論）、馳せ登りたり（漫言）、治安新策（漫言）、疫はらひましよ御疫はらひましよ（漫言）、解題（丸山眞男）、後記（富田正文）
 第5卷、1952年（昭和27年）1月10日。
日本婦人論、日本婦人論後編、品行論、男女交際論、日本男子論、福澤先生浮世談、女大學評論・新女大學、時事論集（中津留別之書、男女同數論、女子敎育の事、婦女孝行論、婦女孝行餘論、男女交際餘論、婚姻早晩論、槇田ノブの犯罪に就て、ノブの控訴に就て）、解題（高橋誠一郎）、後記（富田正文）
 第6卷、1951年（昭和26年）11月1日。
福翁自傳、解題（富田正文）、後記（富田正文）
 第7卷、1952年（昭和27年）3月10日。
福翁百話、福翁百餘話、明治十年丁丑公論、瘠我慢の説、解題（家永三郎）、後記（富田正文）
 第8卷、1952年（昭和27年）11月15日。
書翰集、解題（小泉信三）、福澤諭吉年譜、後記（富田正文）

### 新版『福沢諭吉選集』
1980年（昭和55年）-1981年（昭和56年）に発行されたもの。富田正文と土橋俊一によって編纂された。全14巻、岩波書店刊。本文は新字旧仮名、振り仮名は新仮名。テキストは現行版『福澤諭吉全集』（再版）を底本としている。
 第1巻、1980年（昭和55年）11月28日。ISBN 978-4-00-100671-1。
万延元年アメリカハワイ見聞報告書、西航記、唐人往来、御時務の儀に付申上候書付（建白書）、長州再征に関する建白書（建白書）、西洋事情初編（抄）、西洋事情外編、解説（松沢弘陽）、後記（富田正文）
 第2巻、1981年（昭和56年）2月25日。ISBN 978-4-00-100672-8。
西洋旅案内（抄）、条約十一国記（抄）、訓蒙窮理図解、掌中万国一覧（抄）、世界国尽（抄）、増補啓蒙手習之文、改暦弁、帳合之法凡例、文字之教（抄）、解説（芳賀徹）、後記（富田正文）
 第3巻、1980年（昭和55年）10月18日。ISBN 978-4-00-100673-5。
或云随筆、慶応義塾関係文書（慶応義塾之記、中元祝酒之記、慶応義塾新議、学校之説）、ひゞのをしへ、京都学校の記、学問のすゝめ、学者安心論、学問之独立、徳育如何、時事新報論集より（物理学之要用、経世の学亦講究す可し、遺伝之能力、慶応義塾学生諸氏に告ぐ、成学即身実業の説、学生諸氏に告ぐ、読倫理教科書、教育の方針変化の結果、教科書の編纂検定）、教育の目的、修身要領、解説（山住正己）、後記（富田正文）
 第4巻、1981年（昭和56年）5月25日。ISBN 978-4-00-100674-2。
文明論之概略、民情一新、解説（神山四郎）、後記（富田正文）
 第5巻、1981年（昭和56年）8月25日。ISBN 978-4-00-100675-9。
分権論、通俗民権論、国会論、時事小言、解説（鳥海靖）、後記（富田正文）
 第6巻、1981年（昭和56年）6月25日。ISBN 978-4-00-100676-6。
時事大勢論、帝室論、藩閥寡人政府論、尊王論、国会の前途、国会難局の由来、治安小言、小康策、維新以来政界の大勢、解説（石田雄）、後記（富田正文）
 第7巻、1981年（昭和56年）3月25日。ISBN 978-4-00-100677-3。
外国人の内地雑居許す可らざるの論、通俗国権論、通俗国権論二編、通俗外交論、時事新報論集（朝鮮の交際を論ず、圧制も亦愉快なる哉、東洋の政略果して如何せん、牛場卓蔵君朝鮮に行く、開国論、外交論、閉鎖論、宗教も亦西洋風に従はざるを得ず、脱亜論、条約改正始末、一大英断を要す、外戦始末論、人口の繁殖、人民の移植、日本人は移植に適するや否や、移民と宗教、人民の移住と娼婦の出稼、移民と航海、移民の保護、対外前途の困難、今の政府に対外の覚悟ありや、対外の進退、今日は只対外の一事あるのみ、更らに当局者の決断を望む、今の外交の心得は如何す可きや）、解説（坂野潤治）、後記（富田正文）
 第8巻、1981年（昭和56年）4月27日。ISBN 978-4-00-100678-0。
民間経済録、民間経済録二編、通貨論（第一）、通貨論（第二）、貧富論（第一）、貧富論（第二）、地租論、実業論、解説（飯田鼎）、後記（富田正文）
 第9巻、1981年（昭和56年）1月26日。ISBN 978-4-00-100679-7。
中津留別の書、日本婦人論、日本婦人論後編、品行論、男女交際論、男女交際余論、婚姻早晩論、日本男子論、福沢先生浮世談、女大学評論・新女大学、解説（鹿野政直）、後記（富田正文）
 第10巻、1981年（昭和56年）10月23日。ISBN 978-4-00-100680-3。
福翁自伝、福沢氏古銭配分の記、福沢諭吉子女之伝、解説（萩原延壽）、後記（富田正文）
 第11巻、1981年（昭和56年）7月27日。ISBN 978-4-00-100681-0。
福翁百話、福翁百余話、解説（小泉仰）、後記（富田正文）
 第12巻、1981年（昭和56年）9月25日。ISBN 978-4-00-100682-7。
覚書、旧藩情、売薬論一・二（福沢文集（抄））、故大槻磐水先生五十回追遠の文（福沢文集（抄））、ちんわん之説（福沢文集（抄））、姓名の事（福沢文集（抄））、三田演説第百回の記（福沢文集（抄））、明治十一年一月十七日集会の記（福沢文集（抄））、中村栗園先生との問答（福沢文集（抄））、小学教育の事一～四（福沢文集（抄））、薩摩の友人某に与るの書（福沢文集（抄））、国の装飾の事（福沢文集（抄））、日光、芝、上野の事（福沢文集（抄））、時事新報発兌之趣旨、福沢全集緒言、明治十年丁丑公論、瘠我慢の説、解説（松本三之介）、後記（富田正文）
 第13巻、1981年（昭和56年）11月25日。ISBN 978-4-00-100683-4。
書簡集一（安政五年（1858年）より明治十四年（1881年）まで）、解説（土橋俊一）、後記（富田正文）
 第14巻、1981年（昭和56年）12月23日。ISBN 978-4-00-100684-1。
書簡集二（明治十五年（1882年）より明治三十三年（1900年）まで　年未詳）、解説（富田正文）、宛名別書簡索引

### 現行版『福澤諭吉著作集』
2002年（平成14年）-2003年（平成15年）に発行された選集。全12巻、慶應義塾大学出版会刊。新字新仮名。テキストは明治版『福澤全集』に作品が収録されている場合は明治版『福澤全集』収録の作品を底本として使用し、それ以外の場合は各作品の初版本および初出掲載紙、自筆草稿等を底本とした。ただし、『福澤全集緒言』は明治版『福澤全集』第1巻に収録された「緒言」ではなく単行本（初版）を底本とした。底本に題名がない場合や編集者により題名が変更された場合は〔〕に題名を入れて表示している。全巻を予約すると特製CD-ROM「福澤諭吉資料館」が特典として進呈された。※は2009年に選書普及版「コンパクト版で読む福澤諭吉の本」が刊行した。
 第1巻、2002年（平成14年）5月15日。ISBN 978-4-7664-0877-5。
西洋事情　初編（抄）、西洋事情　外編、西洋事情　二編（抄）、解説（マリオン・ソシエ）、三ヵ国「史記」ノート（西川俊作）※
 第2巻、2002年（平成14年）3月15日。ISBN 978-4-7664-0878-2。
訓蒙窮理図解、世界国尽、童蒙教草　（抄）、文字之教、解説（中川眞弥）
 第3巻、2002年（平成14年）1月15日。ISBN 978-4-7664-0879-9。
学問のすゝめ、学問のすゝめの評、学問のすゝめ　初編　（初版本・影印）、解説（西川俊作）※
 第4巻、2002年（平成14年）7月15日。ISBN 978-4-7664-0880-5。
文明論之概略、解説（戸沢行夫）※
 第5巻、2002年（平成14年）11月15日。ISBN 978-4-7664-0881-2。
慶應義塾の記、中元祝酒之記、〔僕は学校の先生にあらず、生徒は僕の門人にあらず〕（山口良蔵宛書簡）、慶應義塾新議、慶應義塾改革の議案、〔教育資本の拝借を願う〕 （大隈重信宛書簡）、慶應義塾維持法案、〔膝を屈して無心するより廃塾を〕 （浜野定四郎宛書簡）、漫言　私塾誤り証文之事、〔慶應義塾生徒徴兵免役に関する願書〕、慶應義塾紀事、〔学事改革の旨を本塾の学生に告ぐ〕、〔演説事始め〕、三田演説第百回の記、物理学之要用、経世の学亦講究すべし、〔教育の目的は実業者を作るに在り〕、〔学問に凝る勿れ〕、〔教職員、編集局員への年頭の挨拶〕、明治十二年一月廿五日慶應義塾新年発会之記、〔気品の泉源、智徳の模範〕、〔塾政の自治〕、〔人の権利は厘毫の軽重あるべからず〕、〔郷里への文通を勧告す〕、〔独立の大義〕、〔独立自由の主義〕、〔学問も亦唯人生百戯中の一〕、故社員の一言今尚精神、〔小幡仁三郎君記念碑誌稿〕、〔和田義郎君の死去に際し幼稚舎にて演説〕、〔和田義郎君墓誌〕、〔小泉信吉君を弔す〕、〔馬場辰猪君八周年祭追弔詞〕、学者安心論、学問之独立、人の説を咎むべからざるの論、蘭学事始再版之序、〔学問上の私会なれば、大臣も平民も区別はあるべからず〕 （工学会と福澤先生）、〔伊藤伯に尾して賤名を記すを好まず〕 （富田鉄之助宛書簡二通）、大槻磐水先生の誡語その子孫を輝かす、〔北里柴三郎の伝染病研究所長辞表〕、人生の楽事、〔教育論〕、徳育如何、徳育余論、家庭習慣の教えを論ず、家庭の遊戯、読倫理教科書、商学校を建るの主意、英吉利法律学校開校式の演説、後進生に望む、政事と教育と分離すべし、教育の方針変化の結果、教科書の編纂検定、〔時事新報発兌の趣旨〕、時事新報第五千号、交詢社発会之演説、交詢社第十三回大会に於て演説、〔交詢社第十九回大会に於て演説〕、解説（山内慶太）
 第6巻、2003年（平成15年）5月15日。ISBN 978-4-7664-0882-9。
民情一新、民間経済録、民間経済録　二編、通貨論、通貨論 (時事新報)、尚商立国論、実業論、解説（小室正紀）
 第7巻、2003年（平成15年）7月15日。ISBN 978-4-7664-0883-6。
分権論、通俗民権論、通俗国権論、通俗国権論　二編、国会論、国会難局の由来、参考資料　通俗民権論　二編（草稿）、解説（寺崎修）
 第8巻、2003年（平成15年）9月30日。ISBN 978-4-7664-0884-3。
時事小言、朝鮮の交際を論ず、東洋の政略果して如何せん、牛場卓造君朝鮮に行く、我輩の所望空しからざるを知る、脱亜論、朝鮮人民のためにその国の滅亡を賀す、朝鮮の滅亡はその国の大勢に於て免るべからず、外交の思想養成せざるべからず、外交論、通俗外交論、条約改正始末、法典と条約、非内地雑居論に就て、条約改正の結果如何、条約改正の公布、日本と英国との同盟、解説（西川俊作）、福澤における条約改正論（岩谷十郎）
 第9巻、2002年（平成14年）9月17日。ISBN 978-4-7664-0885-0。
旧藩情、明治十年丁丑公論、〔西南戦争の利害得失を論ず〕、〔西郷隆盛の処分に関する中津士族建白書〕、南洲西郷隆盛翁銅像石碑建設主意、漫言　西郷どんの帰来怖くない、維新第一の勲功、痩我慢の説、帝室論、尊王論、華族を武辺に導くの説、華族と士族、華族の教育、貴族院に重きを成さしむる勿れ、貴族の弊害、貴族院議員の本分、解説（坂本多加雄）
 第10巻、2003年（平成15年）3月17日。ISBN 978-4-7664-0886-7。
中津留別の書、日本婦人論、日本婦人論　後編、男女交際論、男女交際余論、日本男子論、福澤先生浮世談、女大学評論　新女大学、婦人肥満之説、女子教育の事に付某氏に答、〔九鬼隆義宛書簡〕、〔荘田平五郎夫人宛書簡〕、解説（西澤直子）
 第11巻、2003年（平成15年）1月15日。ISBN 978-4-7664-0887-4。
福翁百話、福翁百余話、解説（服部禮次郎）※
 第12巻、2003年（平成15年）11月17日。ISBN 978-4-7664-0888-1。
福翁自伝、福澤全集緒言、解説（松崎欣一）※